# Regering-Mongenast
De Regering-Mongenast van was 12 oktober tot 6 november 1915 aan de macht in het Groothertogdom Luxemburg. De regering was een iterim-regering en werd naar aanleiding van het overlijden van President van de Regering Paul Eyschen gevormd.

## Samenstelling
| Persoon | Persoon           | ambt                                                                                                 | partij     |
| ------- | ----------------- | --- | ---------- |
|         | Mathias Mongenast | President van de Raad, directeur-generaal van Buitenlandse Zaken en directeur-generaal van Financiën | partijloos |
|         | Victor Thorn      | directeur-generaal van Justitie en Openbare Werken                                                   | partijloos |
|         | Ernest Leclere    | directeur-generaal van Binnenlandse Zaken                                                            | SPL        |

## Voetnoten
1. ↑  Deze titel was van minder aanzien dan dat van "President van de Regering" en moest het feit benadrukken dat Mongenast interim-premier was